# Anton Axelsson
Anton Axelsson, född 16 januari 1986 i Kungälv, är en svensk före detta ishockeyspelare.
Axelsson återvände 2011 till Frölunda HC efter att under några säsonger ha spelat elitseriehockey för Timrå IK. Hans äldre bror Per-Johan Axelsson spelade också i Frölunda HC.
Axelsson spelade under uppväxten bland annat fotboll i Ytterby IS och handboll i Kungälvs HK. Men det var hockeyn han brann för och lärde sig mycket av sin framgångsrike äldre bror.
Axelsson draftades 2004 som nr 192 totalt av Detroit Red Wings.
I oktober 2016 meddelade Axelsson att han avslutar sin karriär som spelare på grund av långvariga skadeproblem.

## Klubbar
- Kungälv/Ytterby HK (moderklubb)
- Frölunda HC: 2001/02–2005/06 (ungdom- & juniorhockey)
- Frölunda HC: 2005/06–2006/07
- Timrå IK: 2007/08–2010/11
- Frölunda HC: 2011/12–2016

## Meriter
- DM-guld: 2001 (pojkar)
- Vinnare av TV-pucken 2001 med Göteborg
- JSM-guld:
  - 2003 (J18)
  - 2004 (J18)
  - 2005 (J20)